# Lázaro Cárdenas, Morelos
Lázaro Cárdenas är en ort i Mexiko.   Den ligger i kommunen Yautepec och delstaten Morelos, i den sydöstra delen av landet, 60 km söder om huvudstaden Mexico City. Lázaro Cárdenas ligger 1 285 meter över havet och antalet invånare är 1 507.
Terrängen runt Lázaro Cárdenas är kuperad norrut, men söderut är den platt. Runt Lázaro Cárdenas är det mycket tätbefolkat, med 1 056 invånare per kvadratkilometer. Närmaste större samhälle är Jiutepec, 17,0 km väster om Lázaro Cárdenas. Omgivningarna runt Lázaro Cárdenas är en mosaik av jordbruksmark och naturlig växtlighet.